# Zvukový film
Zvukový film je filmové nebo jiné audiovizuální dílo, které kromě obrazového obsahuje i zvukový záznam (ať už starší optický či magnetický nebo novější digitální), který je náležitě synchronizován s obrazem. Zvukový film obsahuje tedy vždy dvě základní složky – složku obrazovou (obraz) a složku zvukovou (doprovodný zvuk).
Vůbec první zvukový film byl natočen v roce 1927 (snímek Jazzový zpěvák); do té doby byl film pouze němý, tedy tichý, a doprovodnou hudbu při projekci filmů zajišťoval obvykle buďto živý klavírista v kině, nebo záznam pouštěný z gramofonu. Do běžného komerčního užívání se zvukový film dostal fakticky počátkem 30. let 20. století. Nástup zvukového filmu znamenal mezník v dějinách kinematografie, vyžádal si nové tvůrčí postupy a otevřel celou škálu nových vyjadřovacích možností filmového média. Herci se museli naučit specifickému filmovému přednesu (značně odlišnému od divadelního) a pro mnohé hvězdy němého filmu znamenal nástup zvukové éry ústup ze slávy. Velká změna nastala i pro diváky, kteří měli poprvé možnost slyšet hercův hlas, aniž by proto museli navštívit jeho živé představení.
Zvukový film dal vzniknout mnoha novým technickým profesím a také novému specifickému hudebnímu žánru filmové hudby, která různými cestami zesilovala nebo jinak upravovala dojem z filmu. Kromě mluveného (či zpívaného) slova a filmové hudby jsou třetí důležitou složkou filmového zvuku také ruchy, tedy všechny ostatní zvuky související se zobrazovaným dějem (klepání, bouchání, šustění, kroky, chod motoru, svist větru apod.). Ty mohou být přirozené (naturalistické), potlačené (např. pro vyniknutí dialogu nebo hudby), nebo zveličené či trikově upravené (např. rány pěstí při bitce, pád do hlubiny).

## Technické problémy
Hlavním problémem řešeným při výrobě zvukového filmu se stala nutnost synchronizace (časového sladění) zvuku s obrazem, aby slyšený zvuk přesně odpovídal dění na plátně – pokud tomu tak není, zvuk působí spíše rušivě. Tento požadavek kladl zvýšené nároky na technické vybavení jak při výrobě filmů, tak i při jejich projekci. Vznikly zde zcela nové filmařské (technické i umělecké) filmové profese, které tuto činnost zajišťovaly. Takovou inovací byla například filmová klapka, která umožňuje nalézt shodný okamžik na obrazovém i zvukovém záznamu jednotlivých záběrů.
Protože původní filmové kamery vydávaly při chodu značný hluk, nebývalo možné nahrávat obraz i zvuk najednou. Zvuková stopa se snímala odděleně (mikrofony dostatečně vzdálenými od kamer) nebo dotáčela dodatečně metodou postsynchronu (typicky dialogy). Teprve novější tiché videokamery umožnily zaznamenávat na filmový pás přímo s obrazem i použitelný zvuk. Přesto se oddělený záznam zvuku nebo postsynchrony stále používají, neboť takto získaný zvuk je kvalitnější.

## Zvukový film v Československu
Prvním československým zvukovým hraným filmem se stala Tonka Šibenice režiséra Karla Antona z roku 1930. Film byl však původně natáčen jako němý a posléze ozvučen v pařížských ateliérech. Skutečně první československý film, natáčený už s využitím zvukové aparatury, byl snímek Když struny lkají původem rakouského režiséra Friedricha Fehéra, který měl premiéru také v roce 1930.
Mezi další první československé zvukové hrané filmy patří stejnojmenná filmová adaptace Tylovy divadelní hry Fidlovačka aneb Žádný hněv a žádná rvačka , v jejíž filmové adaptaci zazněla i píseň Kde domov můj, nebo populární komedie s Vlastou Burianem C. a k. polní maršálek.
První zvukové filmy se však v Československu promítaly již v roce 1929. V Praze se první projekce zvukového filmu uskutečnila 13. srpna 1929 v kině Lucerna – šlo o americký hudební snímek Loď komediantů. Ještě předtím se ovšem konala projekce zvukového filmu 26. dubna 1929 v Ústí nad Labem v kině Alhambra na Střekově, kde Heinrich Schicht (správce místní firmy na výrobu mýdla) odpromítal svou vlastní zvukovou reklamu.